# Discografia di Franco126
La discografia di Franco126, cantautore e rapper italiano, è costituita da tre album in studio, un mixtape, un EP, ventotto singoli e quattordici video musicali (inclusi quelli come artista ospite), pubblicati dal 2018.

## Album in studio
| Anno | Titolo | Classifiche | Certificazioni     |
| Anno | Titolo | ITA         | Certificazioni     |
| ---- | --- | ----------- | ------------------ |
| 2019 | Stanza singola - Pubblicato: 25 gennaio 2019 - Etichetta: Universal - Formati: CD, download digitale, LP, streaming               | 7           | - ITA: Platino (2) |
| 2021 | Multisala - Pubblicato: 22 aprile 2021 - Etichetta: Universal - Formati: CD, download digitale, LP, streaming                     | 1           | - ITA: Oro         |
| 2025 | Futuri possibili - Pubblicato: 28 marzo 2025 - Etichetta: Bomba Dischi, Universal - Formati: CD, download digitale, LP, streaming | 3           |                    |

## Mixtape
| Anno | Titolo |
| ---- | --- |
| 2016 | Buchi neri (con Il Tre) - Pubblicato: 2016 - Etichetta: autoedito - Formati: CD, download digitale, streaming |

## Extended play
| Anno | Titolo |
| ---- | --- |
| 2022 | Uscire di scena - Pubblicato: 19 febbraio 2021 - Etichetta: Universal - Formati: download digitale, streaming |

## Singoli

### Come artista principale
| Anno                                                                  | Titolo                                                        | Classifiche | Certificazioni              | Album di provenienza |
| Anno                                                                  | Titolo                                                        | ITA         | Certificazioni              | Album di provenienza |
| --------------------------------------------------------------------- | ------------------------------------------------------------- | ----------- | --------------------------- | -------------------- |
| 2016                                                                  | Enzo Salvi                                                    | —           |                             | /                    |
| 2018                                                                  | Non è un gioco (con Pretty Solero e Ketama126)                | —           |                             | /                    |
| 2018                                                                  | Frigobar                                                      | —           | - ITA: Oro                  | Stanza singola       |
| 2018                                                                  | Ieri l'altro                                                  | 82          | - ITA: Platino              | Stanza singola       |
| 2018                                                                  | Senza di me (con Gemitaiz e Venerus)                          | 9           | - ITA: Platino (3)          | QVC8                 |
| 2019                                                                  | Stanza singola (feat. Tommaso Paradiso)                       | 8           |                             | Stanza singola       |
| 2019                                                                  | San Siro                                                      | 90          | - ITA: Oro                  | Stanza singola       |
| 2019                                                                  | Cos'è l'amore (con Don Joe e Ketama126 feat. Franco Califano) | 46          | - ITA: Oro                  | Kety                 |
| 2020                                                                  | Lungotevere (con Asp126 e Ugo Borghetti)                      | —           |                             | /                    |
| 2020                                                                  | Blue Jeans (con Calcutta)                                     | 33          | - ITA: Platino              | Multisala            |
| 2021                                                                  | Nessun perché                                                 | 80          |                             | Multisala            |
| 2021                                                                  | Che senso ha                                                  | 56          |                             | Multisala            |
| 2021                                                                  | Fuoriprogramma                                                | —           | Uscire di scena             |                      |
| 2022                                                                  | Mare malinconia (con Loredana Bertè)                          | —           | Manifesto (Special Edition) |                      |
| 2025                                                                  | Nottetempo (feat Giorgio Poi)                                 | 49          | Futuri possibili            |                      |
| "—" indica una pubblicazione che non si è classificata in quel Paese. |                                                               |             |                             |                      |

### Come artista ospite
| Anno                                                                  | Titolo                                                 | Classifiche | Certificazioni            | Album di provenienza    |
| Anno                                                                  | Titolo                                                 | ITA         | Certificazioni            | Album di provenienza    |
| --------------------------------------------------------------------- | ------------------------------------------------------ | ----------- | ------------------------- | ----------------------- |
| 2015                                                                  | 4:20 (Ketama126 feat. Franco126)                       | —           |                           | Benvenuti a Ketam City  |
| 2016                                                                  | Santo Graal (Carl Brave feat. Franco126)               | —           | /                         |                         |
| 2019                                                                  | Come mai (Fabri Fibra feat. Franco126)                 | 10          | - ITA: Oro                | Il tempo vola 2002-2020 |
| 2021                                                                  | Er musicista (Tiromancino feat. Franco126)             | —           |                           | Ho cambiato tante case  |
| 2021                                                                  | Piazza Garibaldi (Tropico feat. Franco126)             | —           | Non esiste amore a Napoli |                         |
| 2022                                                                  | Passerà (Gianni Bismark feat. Franco126)               | —           | Bravi ragazzi             |                         |
| 2023                                                                  | Surreale (Golden Years feat. Franco126 e Nayt)         | —           | Era spaziale              |                         |
| 2023                                                                  | Un'altra storia (Marco Mengoni feat. Franco126)        | 34          | - ITA: Platino            | Materia (Prisma)        |
| 2024                                                                  | Colpevole (Gemitaiz feat. Franco126 e Lil Kvneki)      | 53          |                           | QVC 10                  |
| 2024                                                                  | Divisi (Asp126 feat. Franco126)                        | —           | Junkie                    |                         |
| 2025                                                                  | Tighididà (Golden Years feat. Franco126 e Dov'è Liana) | —           |                           | Fuori Menù              |
| "—" indica una pubblicazione che non si è classificata in quel Paese. |                                                        |             |                           |                         |

## Altri brani entrati in classifica e/o certificati
| Anno | Titolo          | Classifiche | Certificazioni   | Album di provenienza |
| Anno | Titolo          | ITA         | Certificazioni   | Album di provenienza |
| ---- | --------------- | ----------- | ---------------- | -------------------- |
| 2019 | Brioschi        | 46          | - ITA: Platino   | Stanza singola       |
| 2019 | Fa lo stesso    | 96          |                  | Stanza singola       |
| 2019 | Nuvole di drago | 99          | - ITA: Oro       | Stanza singola       |
| 2021 | Miopia          | 59          |                  | Multisala            |
| 2025 | Bella mossa     | 62          | Futuri possibili |                      |
| 2025 | Due estranei    | 99          | Futuri possibili |                      |

## Collaborazioni
| Anno                                                                  | Titolo                                                                      | Classifiche | Certificazioni                   | Album di provenienza  |
| Anno                                                                  | Titolo                                                                      | ITA         | Certificazioni                   | Album di provenienza  |
| --------------------------------------------------------------------- | --------------------------------------------------------------------------- | ----------- | -------------------------------- | --------------------- |
| 2017                                                                  | Interrail (Frenetik & Orang3 feat. Franco126)                               | —           |                                  | Zerosei               |
| 2018                                                                  | La cuenta (Carl Brave feat. Franco126 e Federica Abbate)                    | 43          | Notti brave                      |                       |
| 2018                                                                  | Misentomale (Ketama126 feat. Franco126)                                     | —           | Rehab                            |                       |
| 2019                                                                  | Università (Gianni Bismark feat. Franco126)                                 | —           | - ITA: Oro                       | Re senza corona       |
| 2019                                                                  | Stay Away (The Night Skinny feat. Ketama126, Side Baby e Franco126)         | 5           | - ITA: Platino                   | Mattoni               |
| 2019                                                                  | Breaking Bad (Joe Scacchi feat. Franco126)                                  | —           |                                  | Marketing             |
| 2019                                                                  | Liya Silver (Gionni Gioielli feat. Franco126)                               | —           | Pornostar                        |                       |
| 2020                                                                  | Mi sento vivo (Gianni Bismark feat. Franco126)                              | 28          | Nati diversi                     |                       |
| 2020                                                                  | Isabel (Tommy Toxxic feat. Franco126)                                       | —           | La danza delle streghe           |                       |
| 2020                                                                  | HappySad (Ceri feat. Franco126)                                             | —           | Insieme                          |                       |
| 2021                                                                  | Buonanotte (Mace feat. Noyz Narcos, Franco126 e Side Baby)                  | 4           | - ITA: Platino                   | OBE                   |
| 2021                                                                  | A caro prezzo (Chicoria feat. Franco126 e Ugo Borghetti)                    | —           |                                  | Servizio funebre II   |
| 2021                                                                  | Chicchi di riso (Frah Quintale feat. Franco126)                             | 93          | - ITA: Platino                   | Banzai (lato arancio) |
| 2021                                                                  | Fredda, triste, pericolosa (Guè feat. Franco126)                            | 24          |                                  | Guesus                |
| 2022                                                                  | Falena (Sick Luke feat. Franco126, Coez e Ketama126)                        | 3           | - ITA: Platino                   | X2                    |
| 2022                                                                  | Volante 4 (Noyz Narcos feat. Ketama126 e Franco126)                         | 16          |                                  | Virus                 |
| 2022                                                                  | Blister (Noyz Narcos feat. Franco126)                                       | —           |                                  | Virus                 |
| 2022                                                                  | Fragili (Ariete feat. Franco126)                                            | —           | Specchio                         |                       |
| 2022                                                                  | Amico vero (Tommaso Paradiso feat. Franco126)                               | —           | Space Cowboy                     |                       |
| 2022                                                                  | Libero (Psicologi feat. Franco126)                                          | —           | Trauma                           |                       |
| 2022                                                                  | Dimenticare (Ketama126 feat. Franco126)                                     | —           | Armageddon                       |                       |
| 2022                                                                  | Mani sporche (Lovegang126 feat. Lil Kvneki, Pretty Solero e Gianni Bismark) | —           | Cristi e diavoli                 |                       |
| 2022                                                                  | Mezzanotte in punto (The Night Skinny feat. Bresh, Franco126 e Ketama126)   | 26          | Botox                            |                       |
| 2022                                                                  | 6 mesi (TY1 feat. Franco126, Guè e J Lord)                                  | —           | Djungle Unchained                |                       |
| 2022                                                                  | Chi lo sa (Elisa feat. Franco126)                                           | —           | Back to the Future Live          |                       |
| 2023                                                                  | Tempo sprecato (Lil Kvneki feat. Franco126)                                 | —           | Cresendo                         |                       |
| 2023                                                                  | Dune (Daytona KK feat. Franco126, Gianni Bismark e Nino Brown)              | —           | Principe                         |                       |
| 2023                                                                  | Zona Nord (Tropico feat. Franco126)                                         | —           | Chiamami quando la magia finisce |                       |
| 2023                                                                  | Cos'è (Laura Pausini feat. Franco126)                                       | —           | Anime parallele                  |                       |
| 2024                                                                  | Tutto fuori controllo (Mace feat. Franco126. Kid Yugi e Izi)                | 15          | - ITA: Oro                       | Māyā                  |
| 2024                                                                  | Miracoli (Side Baby feat. Franco126)                                        | —           |                                  | Leggendario           |
| 2025                                                                  | Bufera (Neffa feat. Franco126)                                              | —           | Canerandagio parte 1             |                       |
| 2025                                                                  | Bolle di sapone (Golden Years feat. Franco126)                              | —           | Fuori menù                       |                       |
| "—" indica una pubblicazione che non si è classificata in quel Paese. |                                                                             |             |                                  |                       |

## Autore e produttore per altri artisti
| Anno | Titolo            | Artista principale                  | Album di provenienza      |
| ---- | ----------------- | ----------------------------------- | ------------------------- |
| 2019 | Margarita         | Elodie e Marracash                  | This Is Elodie            |
| 2019 | Vento sulla Luna  | Annalisa feat. Rkomi                | Nuda                      |
| 2020 | Eva+Eva           | Annalisa feat. Rose Villain         | Nuda                      |
| 2020 | Stupida allegria  | Emma Marrone                        | Fortuna                   |
| 2020 | C'hai ragione tu  | Gianni Bismark ed Emma Marrone      | Nati diversi: ultima cena |
| 2021 | Nuvole di zanzare | Gaia                                | Alma                      |
| 2021 | Crack             | Coez feat. Salmo e Massimo Pericolo | Volare                    |
| 2021 | Si illumina       | Noemi                               | Metamorfosi               |
| 2021 | Tu e io           | Tiromancino                         | Ho cambiato tante case    |
| 2022 | Iride             | Ariete                              | Specchio                  |
| 2022 | Fragili           | Ariete                              | Specchio                  |
| 2022 | Classico          | Lovegang126                         | Cristi e diavoli          |
| 2022 | Giorni migliori   | Lovegang126                         | Cristi e diavoli          |
| 2022 | Sintonia          | Lovegang126                         | Cristi e diavoli          |
| 2022 | Tinta unita       | Lovegang126                         | Cristi e diavoli          |
| 2022 | Doppio filo       | Lovegang126                         | Cristi e diavoli          |
| 2022 | Brutti giri       | Lovegang126                         | Cristi e diavoli          |
| 2022 | Colore            | Psicologi                           | Trauma                    |
| 2022 | Tutto bene        | Psicologi                           | Trauma                    |
| 2022 | Sola              | Lil Jolie                           | Bambina                   |
| 2023 | Intervallo        | Emma Marrone                        | Souvenir                  |
| 2023 | Vita mignotta     | Gianni Bismark                      | Andata e ritorno          |
| 2023 | Cos'è             | Laura Pausini                       | Anime parallele           |
| 2025 | Vento             | Gaia                                | Rosa dei venti            |

## Video musicali
| Anno | Titolo           | Regista/i                                   |
| ---- | ---------------- | ------------------------------------------- |
| 2018 | Frigobar         | Edoardo Bolli e Lorenzo Casadio             |
| 2018 | Senza di me      | Fabrizio Conte                              |
| 2019 | Stanza singola   | YouNuts! (Antonio Usbergo e Niccolò Celaia) |
| 2019 | San Siro         | Antonio Marenco                             |
| 2020 | Lungotevere      | Beatrice Chima                              |
| 2020 | Blue Jeans       | Vittorio Antonacci                          |
| 2021 | Nessun perché    | Vittorio Antonacci                          |
| 2021 | Che senso ha     | Daniele Martinis                            |
| 2021 | Er musicista     | Chiara Calabrò                              |
| 2021 | Piazza Garibaldi | —                                           |
| 2022 | Mare malinconia  | Francesco Coppola                           |
| 2023 | Un'altra storia  | Giulio Rosati                               |
| 2024 | Divisi           | Francesco Coppola                           |
| 2025 | Nottetempo       | Bea Chima e Gio Macedonio                   |